# رنگ‌های ملی کانادا

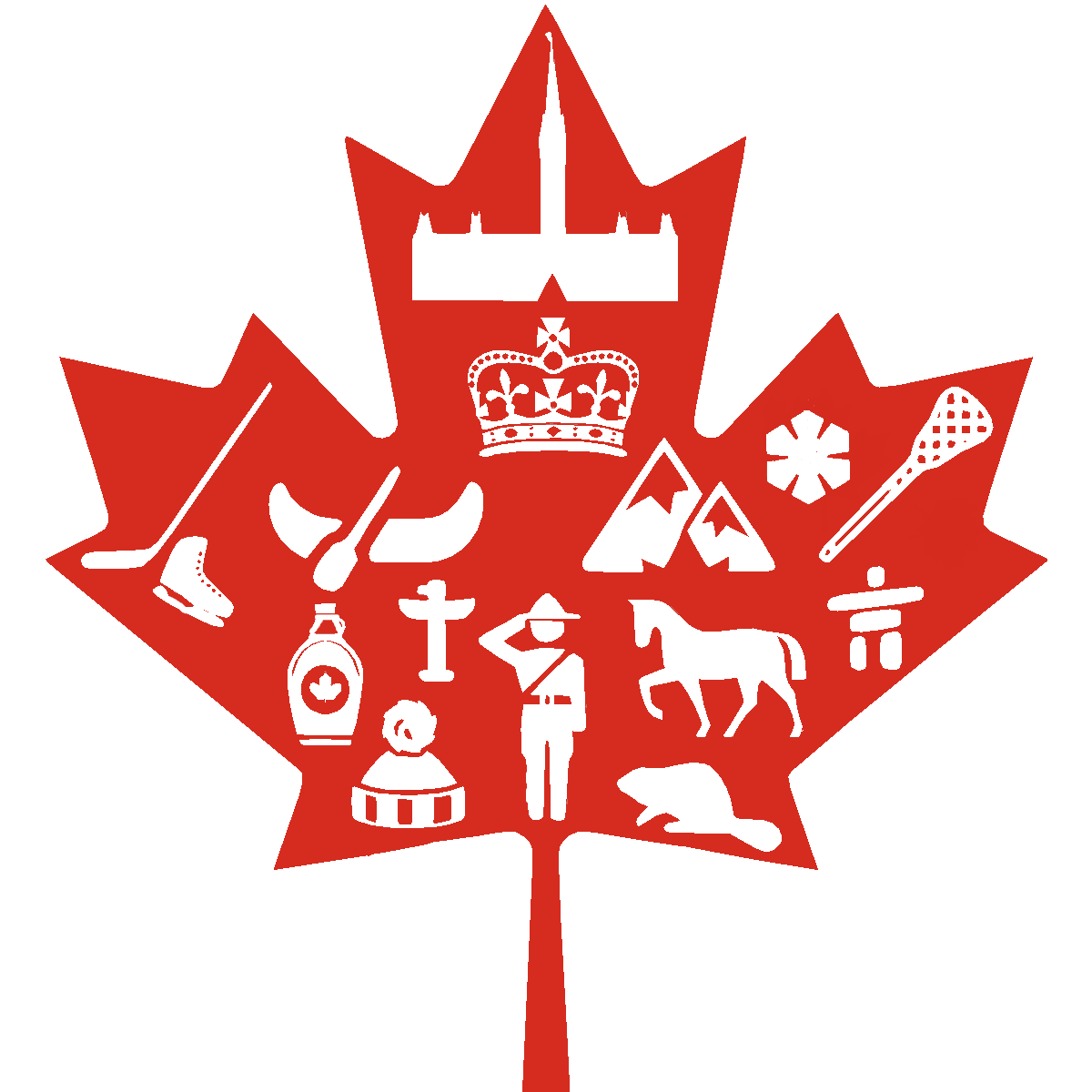
قرمز و سفید رنگ های ملی کانادا هستند

رنگ‌های ملی کانادا (فرانسوی: Couleurs nationales du Canada‎) توسط جرج پنجم در سال ۱۹۲۱، سرخ و سفید اعلام گردید و به‌طور واضح روی پرچم ملی کشور قابل مشاهده است. رنگ سرخ نماد انگلستان و رنگ سفید نماد فرانسه است، رنگ‌هایی که در گذشته، نمایندگی شناسایی این کشورها را بر عهده داشتند. افرا یکی از نمادهای ملی این کشور است و رنگ سرخ اولین رنگ برگ بعد از شکوفایی در بهار و هم چنین رنگ پاییزی برگهای افرا است.